# Port lotniczy Shoreham

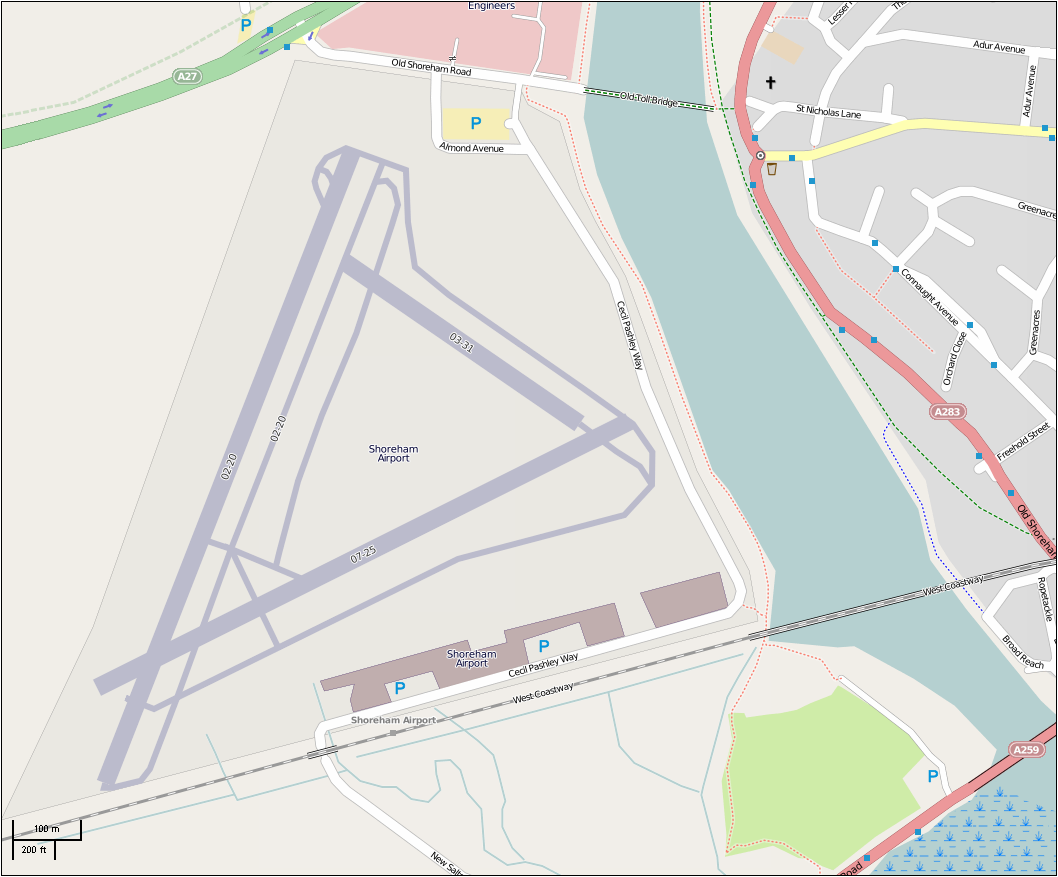
Port lotniczy Shoreham

Shoreham Airport (IATA: ESH, ICAO: EGKA) – lotnisko położone w Lancing w hrabstwie West Sussex, Wielka Brytania.

## Linie lotnicze i połączenia
Na lotnisku działają różne firmy taksówkarskie. Linie Brighton City Airways oferowały loty z lotniska m.in. do portu lotniczego Paris Pontoise, ale zaprzestały działalności w 2013 r.